# Gijzenrooise Zegge
De Gijzenrooise Zegge is een natuurgebied van ongeveer 115 ha dat zich bevindt in de gemeenten Geldrop-Mierlo en Eindhoven. Het was van oudsher de naam van een moerasgebied in de gemeente Zesgehuchten.
Het betreft een oud cultuurlandschap tussen Geldrop en Eindhoven dat in het noorden wordt begrensd door de Rielsedijk en in het zuiden door de A67. Ten westen ligt de Stratumse Heide en bebouwing van Stratum en ten oosten is er de bebouwing van Geldrop.
Een bijzonderheid is dat hier nooit een ruilverkaveling is uitgevoerd.
Het kerngebied bestaat uit een gebiedje met oude klotputten. Er groeit elzenbroek, wilgenbroekstruweel en aan de randen enig berken-eikenbos. Hierdoorheen stroomt de Beekloop, een zijriviertje van de Kleine Dommel. Enkele noemenswaardige plantensoorten die men er vindt zijn moerasvaren, moerasviooltje en wateraardbei.
Eromheen liggen kleinschalige natte graslanden en daar weer omheen liggen bolle akkers die onregelmatig verkaveld zijn en soms gescheiden zijn door houtwallen en afgewisseld worden met bosjes. Hier wordt biologische landbouw bedreven. Hier en daar groeien dalkruid en salomonszegel.
Het Brabants Landschap werkt aan natuurherstel, onder meer door de grondwaterstand te verhogen om de verdroging tegen te gaan.
Vanaf het eind van de jaren 1960 bestonden er plannen het hele gebied te bebouwen maar na weerstand van de bevolking van Geldrop en Eindhoven werd besloten een bufferzone open te laten met daarin in ieder geval de Gijzenrooise Zegge en het gehucht Riel. Nog meer weerstand leidde uiteindelijk tot het stichten van het landschapsreservaat de Gijzenrooise Zegge.
Aan het gebied grenzen de oude gehuchten Gijzenrooi en Riel. Het laatste is aangewezen als beschermd dorpsgezicht.
In het gebied is een wandeling uitgezet, die ook door de Stratumse Heide loopt.

## Externe link

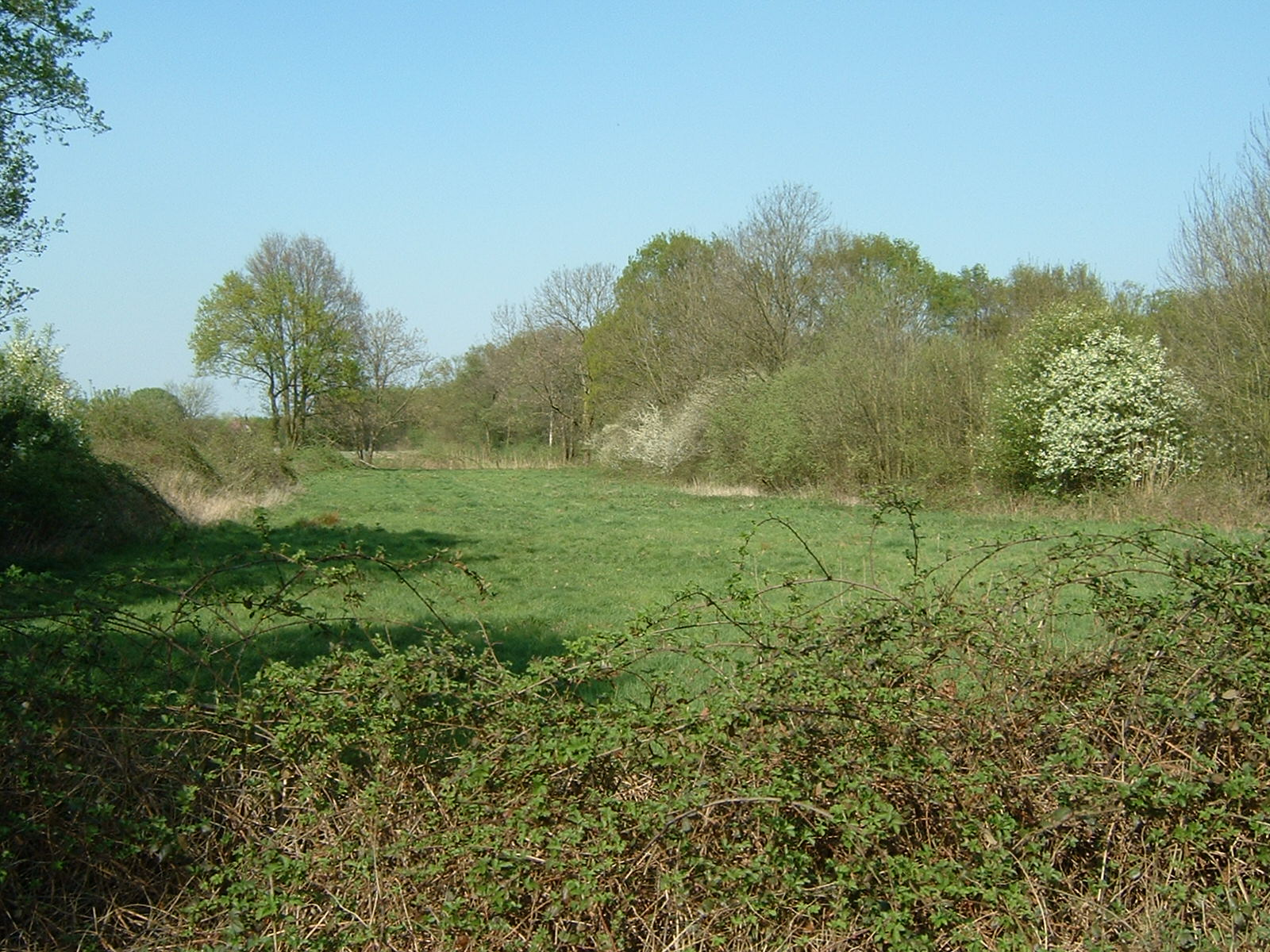
Bos en weiland in de Gijzenrooise Zegge